# Kashihara-jingū

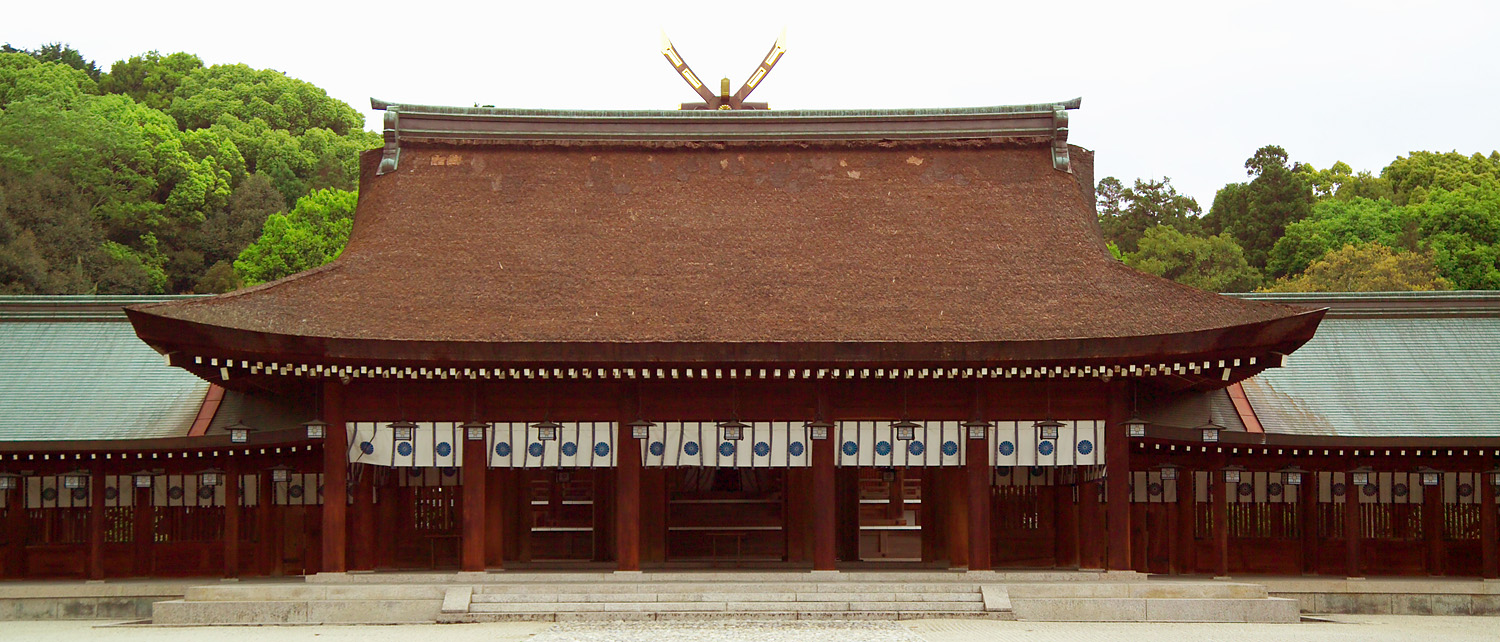
Bâtiment de prière avec chigi inhabituel sur le toit de ce type de bâtiment.

Le Kashihara-jingū (橿原神宮) est un sanctuaire shinto situé au pied du mont Unebi dans la ville de Kashihara (préfecture de Nara), au Japon, fondé en 1889 par l'empereur Meiji. L'empereur Jinmu et son épouse y sont vénérés comme kamis. Le sanctuaire, qui fait partie des chokusaisha, se trouve à l'endroit présumé du Kashihara-gū ((畝傍)橿原宮), le palais de l'empereur Jinmu, fondateur du Japon dans la mythologie nippone.
Le Kashihara-jingū est le premier sanctuaire construit par l'État pour honorer le culte de l'empereur Jinmu, à l'occasion de l'identification des restes présumés de Jinmu dans sa crypte en 1863. Des pèlerinages avaient déjà lieu bien avant le XIXe siècle sur ce monticule-tombe (misasagi), qui n'était cependant pas reconnu par les autorités religieuses ou celles de l'État.
L'enceinte du sanctuaire couvre un périmètre de 500 000 m2, élargi pour les célébrations du 2 600e anniversaire de la fondation du Japon et comprend deux heiden, avec chigi et katsuogi ; ces éléments de décoration des toits sont habituellement disposés sur le honden des sanctuaires.
Plusieurs bâtiments du sanctuaire proviennent de l'ancien palais impérial de Kyoto : le honden (le kashiko-dokoro du palais) et le kagura-den (le shinka-den du palais).
Le 11 février est fêté le Kigen-setsu, qui serait l'anniversaire de l'intronisation du tennō Jinmu. En tant que jour de fondation de l'empire, c'est un des jours fériés du Japon. 
Le 3 avril, un messager impérial chokushi (勅使) recrée les rites funéraires pour le tennō Jinmu (Jinmu-tennō-sai) lors de la commémoration du jour de sa mort.